# Trasse (Verkehrsweg)

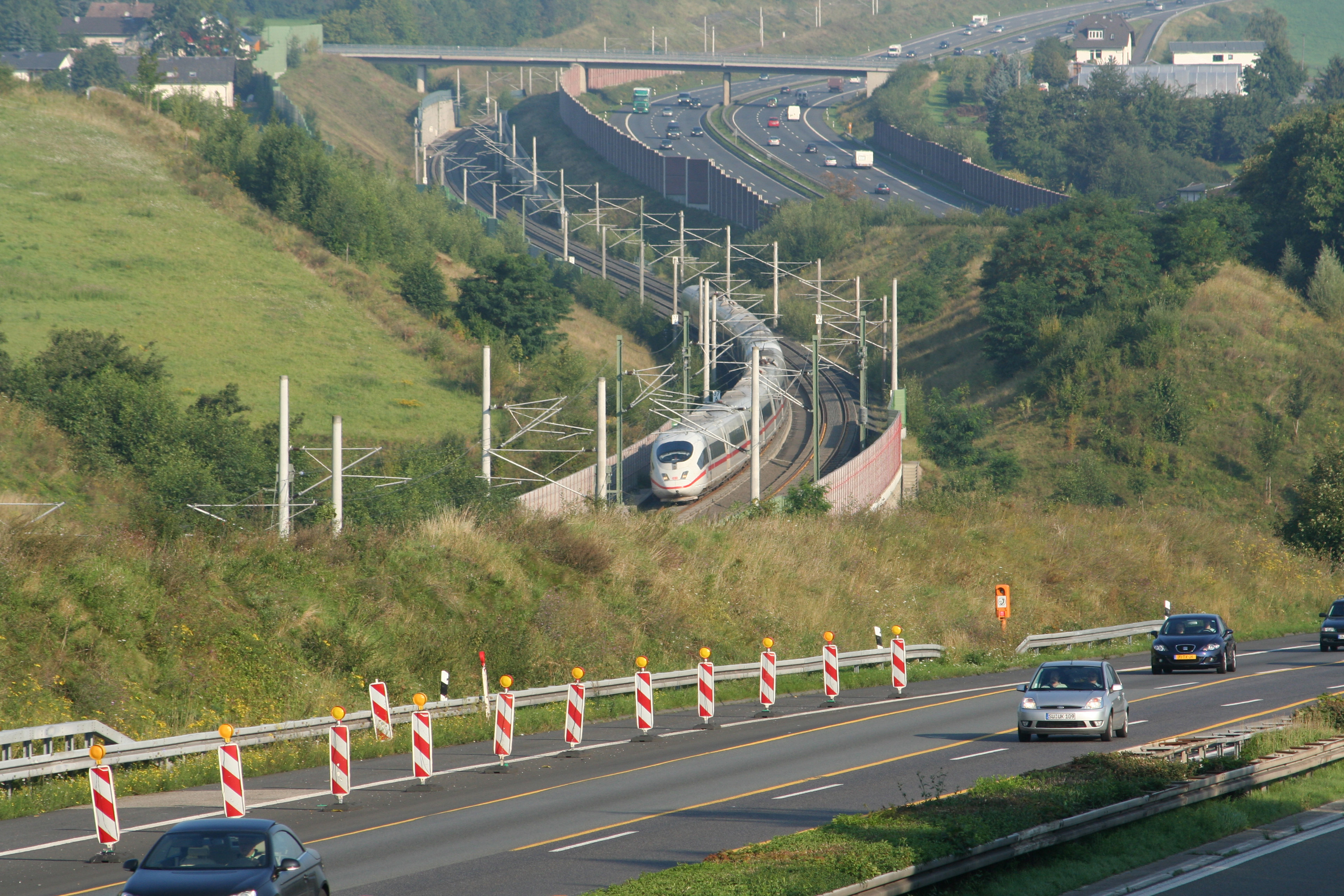
Trassen der Schnellfahrstrecke Köln–Rhein/Main und der Bundesautobahn 3 in Verkehrswegebündelung

Die Trasse (in der Schweiz das Trasse oder das Trassee), veraltet auch Trace geschrieben, bezeichnet den geplanten oder bestehenden Verlauf eines Verkehrsweges zwischen zwei Orten. Es handelt sich dabei um die Achse eines linienförmigen Objekts, das durch eine Folge von Trassierungselementen nach bautechnischen, topografischen, fahrdynamischen und wirtschaftlichen Gesichtspunkten in horizontaler und vertikaler Richtung festgelegt wird bzw. wurde.

## Begriff
Der Begriff „Trasse“ wird vorzugsweise für die abstrahierte Führung von Straßen, Bahnstrecken und Kanälen genutzt: Straßentrasse, Bahntrasse, Kanaltrasse. Im übertragenen Sinn werden auch Linienführungen von Ver- und Entsorgungsleitungen als Trasse bezeichnet. Beispielsweise werden auch Ferngastrassen oder Hochspannungstrassen über Land oder in Werken mit gleichen Methoden projektiert.

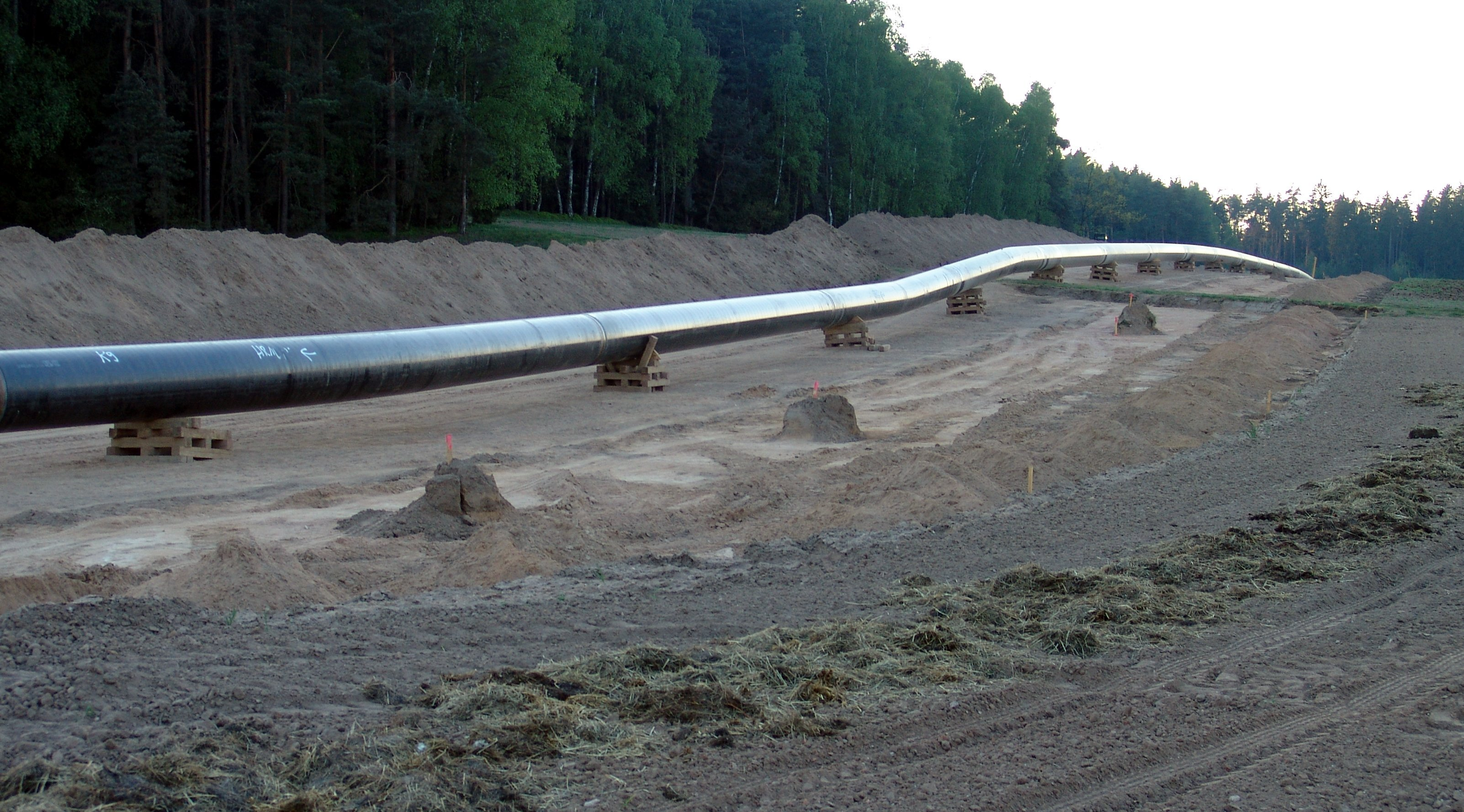
Pipelinetrasse

Der Begriff Trassierung beschreibt das Entwerfen und Festlegen der Linienführung eines Landverkehrswegs in Lage, Höhe und Querschnitt.

## Festlegung
Der Verlauf einer Trasse wird mit Hilfe der mathematisch definierten Achse im Gelände (so genannte räumliche Linienführung) dargestellt, die wiederum aus verschiedenen Trassierungselementen besteht. Die Trassenpunkte, in denen benachbarte Trassierungselemente einer Komponente zusammenstoßen, nennt man Trassenhauptpunkte. Punkte, nach denen sich der Verlauf einer Trasse ausrichten muss, werden Zwangspunkte genannt.
Eine Kilometrierung erfolgt eindimensional entlang des Trassenverlaufs und wird meist mit dem Gauß-Krüger-Koordinatensystem als übergeordnetem Bezugssystem getroffen.

## Trassierung
Im Rahmen der Trassierung wird die zweckmäßigste Lage einer Trasse in Höhe (die sogenannte Gradiente) und Richtung im Gelände zwischen Anfangs- und Endpunkt festgelegt. Dazu werden Trassierungselemente mit Hilfe verschiedener Entwurfsmethoden zu einer räumlichen Linie zusammengefügt. Diese räumliche Linie muss (je nach Trassentyp) fahrdynamischen, sicherheitstechnischen und bautechnischen Anforderungen genügen. Weitere Einflussgrößen sind, dass sich die Trasse mit ihren Bauten in die Landschaft einfügt und dass für eine wirtschaftliche Trasse möglichst geringe Massenbewegungen oder Kunstbauwerke nötig sind.
Der Linienverlauf richtet sich dabei möglichst nach vorhandenen Zwangspunkten und nach dem Gelände. Die Zwangspunkte, wie Bebauung, Topographie, andere Verkehrswege oder weitere Trassenkreuzungen, machen eine Anpassung der räumlichen Linie notwendig. So können beispielsweise Leitungstrassen durch die Notwendigkeit der Trassierung entlang von Straßen und Bahnstrecken bestimmt sein.
Bei der Ausarbeitung einer neuen Trasse werden in der Regel verschiedene Arbeitsschritte durchlaufen. Zu Beginn wird die geplante Trasse in Form einer Freihandlinie in das vorhandene Gelände eingetragen. In bewegtem Gelände kann es erforderlich sein, das Nulllinienverfahren anzuwenden. Vorteil dieses Verfahrens ist, dass zum einen die Längsneigung begrenzt wird und zum anderen eine möglichst geringe Erdbewegung erzeugt wird. Sobald die Freihandlinie in befriedigendem Maße ausgearbeitet ist, kann die Übertragung in einzelne Trassierungselemente erfolgen.
Dafür haben sich folgende zwei Entwurfsmethoden bewährt:

### Tangentenmethode
Bei der Tangentenmethode wird zunächst über die Freihandlinie ein Tangentenpolygon gelegt, wobei die Tangentenseiten durch die Wendepunkte der Trasse verlaufen. Die Schnittpunkte der Tangenten werden anschließend ausgerundet, sodass sich eine Folge von Verbundkurven ergibt. Die auf diese Weise trassierte Achse weist im Regelfall eine relativ unharmonische Linienführung auf, da die Klothoidenparameter einer Wendelinie häufig unterschiedlich sind und zudem eine Zwischengerade eingefügt ist. Des Weiteren ist der Arbeitsaufwand bei dieser Methode sehr groß, da viel probiert werden muss, bis alle Trassierungsparameter eingehalten sind.

### Grundkreismethode
Bei der Grundkreismethode wird der Verlauf der Freihandlinie durch eine Folge von gegengekrümmten Kreisbögen überdeckt. Anschließend werden diese Kreisbögen durch abgestimmte Wendelinien mit gleich großen Klothoidenparametern miteinander verbunden. Vorteil dieser Entwurfsmethode ist, dass weniger Trassierungselemente erstellt werden und die Linienführung deutlich harmonischer ausfällt. Zudem hält sich der Arbeitsaufwand bei der Ausarbeitung in Grenzen.

## Sonstiges
Der Begriff Trasse wird im Bahnverkehr im Rahmen der Fahrplanung auch für zeitliche Verläufe als Fahrplantrasse genutzt.